# Балка Водяна (притока Березівки)
Балка Водяна — балка (річка) в Україні у Кропивницькому районі Кіровоградської області. Ліва притока річки Березівки (басейн Південного Бугу).

## Опис
Довжина балки приблизно 13,72 км, найкоротша відстань між витоком і гирлом — 12,03,07 км, коефіцієнт звивистості річки — 1,14. Формується декількома струмками та загатами.

## Розташування
Бере початок на південно-східній околиці міста Долинська. Тече переважно на північний захід через села Маловодяне, Червоне Озеро і на південно-західній околиці села Антонівки впадає в річку Березівку, ліву притоку річки Інгулу.

## Цікаві факти
- У с. Маловодне балку перетинає автошлях Т 1210[3] (автомобільний шлях територіального значення в Кіровоградській та Дніпропетровській областях. Проходить територією Кропивницького, Олександрійського та Кам'янського районів через Устинівку — Долинську — Петрове — Жовті Води).
- У XX столітті на балці існували газгольдери та газові свердловини[2], а у XIX столітті — декілька вітряних млинів[1].